# Каспер Шмејхел
Каспер Шмејхел (дан. Kasper Schmeichel; Копенхаген, 5. новембар 1986), често правописно неправилно као „Шмајхел”, дански је фудбалски голман који наступа за шкотски клуб Селтик и репрезентацију Данске. Син је бившег данског репрезентативца и члана Манчестер јунајтеда Петера Шмејхела.

## Каријера
Каријеру је започео у Манчестер ситију. Међутим, дуго је чекао на своју дебитантску утакмицу. Био је позајмљиван Дарлингтону, Берију и Фалкирку пре но што је коначно заиграо за Сити. Шмејхел је чак једно време носио дрес с бројем 1, али доласком Џоа Харта опет није добијао завидну минутажу и опет је послат на позајмицу, овог пута у Кардиф. У јануару 2009. управа Ситија је довела још једног голмана (Шеја Гивена) што је значило да је Шмејхел још даљи месту првог голмана него раније. Августа 2009. напустио је Сити и састао се са својим бившим тренером Свеном Јераном Ериксоном у Нотс каунтију. С Нотсом је провео само једну сезону због финансијских проблема у који је клуб зашао па је уговор обострано раскинут. Придружио се Лидс јунајтеду маја 2010. Није се дуго задржао и напустио је клуб после једне сезоне. Отишао је у Лестер Сити где је поновно једно време сарађивао с Ериксоном. У Лестеру је провео једанаест сезона и одиграо је преко четиристо утакмица. С Лестером је био првак Чемпионшипа (2013/14), Премијер лиге (2015/16), ФА купа (2020/21) и Комјунити шилда (2021). Прешао је у Ницу 2022, а наредне године је појачао Андерлехт.
Шмејхел је за младу селекцији Данске до 21 године одиграо седамнаест утакмица. Први пут је био део тима сениорске репрезентације против Исланда 13. маја 2011. Шмејхел је био део репрезентације и на Европском првенству 2012, али свој деби није дочекао до 2013. Прво светско првенство био му је Мундијал 2018. у Русији где је био први голман. Део данске репрезентације био је и на Европском првенству 2020, Светском првенству 2022. и Европском првенству 2024.

## Трофеји и награде
Нотс каунти
- Лига два (1): 2009/10.[6]

Лестер Сити
- Премијер лига (1): 2015/16.[7]
- ФА куп (1): 2020/21.
- ФА комјунити шилд (1): 2021.
- Чемпионшип (1): 2013/14.[8]

Селтик
- Првенство Шкотске (1) : 2024/25.
- Лига куп Шкотске (1) : 2024/25.

Индивидуално
- Дански фудбалер године (2): 2016, 2017.[9]
- Награда Фудбалског савеза Данске: 2015.[10]
- Екипа деценије у Фудбалској лиги Енглеске (1): 2005–2015[11]
- Најбољи тим године у избору Професионалне фудбалске асоцијације (3): 2009/10 (Лига два),[12] 2012/13. (Чемпионшип),[13] 2013/14. (Чемпионшип)[14]
- Играч месеца у Лиги два (1): октобар 2009.
- Играч сезоне у Лиги два у избору навијача (1): 2009/10.
- Играч сезоне у Лестер Ситију (2): 2011/12, 2016/17.
- Играч сезоне у Лестер Ситију у избору саиграча (2): 2011/12, 2016/17.
- Играч сезоне у Лестер Ситију у избору навијача (1): 2011/12.
- Најбољи тренутак сезоне у Лестер Ситију (1): 2012/13.
- Најбољи голман у избору Фифе (1): 2018. (треће место)[15][16]